# Pete DJ Jones
Pour les articles homonymes, voir Peter Jones et Jones.
Pete « DJ » Jones († 15 janvier 2014) est un disc jokey américain, l'un des pionniers du hip-hop.

## Histoire
Originaire de Raleigh, en Caroline du Nord, Jones déménage à New York en 1970 à la recherche d'opportunités dans le basket-ball. Rapidement, il organise des fêtes et des discothèques improvisées dans des restaurants ou des salles de loisirs. Il se forme au DJing et développe de nouvelle techniques. Il est l'un des premiers à jouer simultanément deux copies d'un même disque, ce qui lui permet d'isoler et prolonger les breaks percussifs des chansons soul et funk.
Dès le début des années 1970, Jones est engagé pour jouer dans les clubs disco comme The Loft, The Gallery (en) ou le Small's Paradise. Il travaille aussi pour la station de radio noire no 1 à l'époque : WBLS. Plus tard, il dirige un club appelé Superstar 33 où Kurtis Blow, l'une des premières superstars du rap, prendra le micro pour la première fois.
Utilisant une table de mixage sans système de repérage, il développe un talent pour lire les microsillons avec une lampe de poche. Il enchaîne parfois une dizaine de disques en ne jouant que la partie rythmique. Dès 1971, il s'entoure de MC's : KC The Prince Of Soul, qui jouait auparavant avec Grandmaster Flowers, puis JD The Disco Prince et Lovebug Starski. Il se produit également dans les block parties, à Manhattan ou Harlem.
Jones évolue dans les mêmes cercles que les noms les plus importants du hip-hop des années 70. Il affronte les premiers pionniers comme Kool Herc et Grandmaster Flowers lors de battles de DJ. Il joue avec le MC Lovebug Starski, réputé avoir popularisé le terme « hip-hop ». Le légendaire DJ Grandmaster Flash se perfectionne à la table de mixage en l'observant. Kurtis Blow lui apporte ce slogan : « Dynamite Pete from across the street with that funky beat ».
En 1977, Pete Jones affronte DJ Kool Herc dans une battle légendaire à l'Executive Playhouse dans le Bronx. Grandmaster Flash, jouant sur le sound system de Jones, fait forte impression ce soir là.
Vers 1980, Jones se retire du devant de la scène et s'occupe de la gestion des clubs qu'il possède. Il revient aux platines en 1987.
En parallèle de sa vie nocturne, Pete Jones mène une carrière d'enseignant à la Junior High School 22 dans le Bronx, sur la 167e Rue et Morris Avenue, un quartier difficile.
Pete Jones meurt le 15 janvier 2014 à l'âge de 79 ans.